# Victoria Santa Cruz
Victoria Eugenia Santa Cruz Gamarra, née le 27 octobre 1922 à Lima au Pérou, morte le 30 août 2014 à Lima, est une chorégraphe, compositrice et militante afro-péruvienne.
Victoria Santa Cruz est surnommée « la mère de la danse et du théâtre afro-péruviens ». Avec son frère, Nicomedes Santa Cruz, elle est considérée comme une personnalité clé du renouveau de la culture afro-péruvienne dans les années 1960 et 1970. Ils sont tous les deux issus d'une longue lignée d'artistes et d'intellectuels.
Pour sa part, elle ressent les influences « afrocentristes » dans sa vision de la danse en essayant de découvrir la « mémoire ancestrale » des formes africaines. Elle participe à la fondation de la compagnie théâtrale Cumanana.

## Biographie

### Jeunesse
Santa Cruz est née le 27 octobre 1922 à Lima, au Pérou, la huitième de dix enfants. Son père est Nicomedes Santa Cruz Aparicio. Sa mère, Victoria Gamarra, ne parlait que l'espagnol et aime danser. Son jeune frère Nicomedes Santa Cruz Gamarra est devenu un poète célèbre avec qui elle a souvent joué.
Dès son plus jeune âge, Victoria Santa Cruz est initiée aux beaux-arts. Elle est issue d'une famille comptant beaucoup d'artistes et de musiciens noirs. Ce sont ses parents qui l'influencent d'abord, elle apprend d'eux la danse afro-péruvienne, la marinera et les autres danses criollo, ainsi que la poésie et la musique.

### Premières expériences
Cette initiation précoce aux beaux-arts conduit Victoria Santa Cruz à créer et à participer à des comédies musicales comme Malató, qui incarnent plus tard l'un de ses objectifs de toute sa vie de « découverte de soi et de récupération de la culture basée sur le rythme interne et ce qu'elle appelée mémoire ancestrale ».
À travers cet objectif, elle cherche à « éveiller la conscience et la fierté des Noirs » dans la culture afro-péruvienne. Sa passion pour la danse et pour la composition musicale continue à l'influencer tout au long de sa vie alors qu'elle étudie à Paris.
Victoria Santa Cruz raconte à Marcus Jones le moment de son enfance où elle vit pour la première fois la « souffrance » causée par le racisme. Elle décrit comment ses amis l'ont rejetée à cause de ses traits africains. À l'âge de cinq ans, alors qu'elle était avec son groupe d'amis, une nouvelle fille blonde et blanche de son quartier leur a dit : « Si la fille noire veut jouer avec nous, je partirai ». Elle y fait directement référence dans son célèbre poème, Me gritaron negra.
À partir de cette expérience, l'artiste commence un long retour sur elle-même. Dès cette époque, elle se demande pendant longtemps ce qu'elle est, ce qu'elle fait, ce que c'est d'être noir ou d'être blanc. Elle affirme plus tard que les obstacles liés au racisme qu'elle a connu au cours de sa vie jouent un rôle important sur elle-même et son œuvre.

### Formation supérieure
Victoria Santa Cruz fréquente d'abord l'école supérieure des études chorégraphiques de l'Université du Théâtre des Nations à l'âge de 42 ans, de 1961 à 1965. Elle y étudie le théâtre et la chorégraphie avec des professeurs aussi illustres que l'acteur Jean-Louis Barrault, le dramaturge Eugène Ionesco, et le chorégraphe Maurice Béjart.
Pendant ses études à l'université de Paris, elle continue à démontrer son intérêt à récupérer la perte de la mémoire culturelle et ancestrale en visitant l'Afrique pour la première fois et en créant le ballet La muñeca negra (La poupée noire, 1965).

### Carrière
Victoria Santa Cruz fonde la compagnie théâtrale Cumanana puis Nicomède en 1958 ; elle en est la codirectrice jusqu'en 1961. En 1966, Victoria Santa Cruz fonde le groupe Teatro y Danzas del Perú, qui produit des spectacles et performances de groupe dirigés par elle-même et par d'autres danseurs afro-péruviens de premier plan qui ont joué un rôle dans la redécouverte des héritages perdus. Lors de ces spectacles, de la musique traditionnelle et culturelle est jouée en arrière-plan pendant que les danseurs interprètent leur chorégraphie individuellement et en groupe. L'importance de ces spectacles met en évidence la redécouverte, la création et la restauration de rythmes jusqu'alors en désuétude comme la zamacueca, le landau et l'alcatraz.
Sa carrière artistique en tant qu'interprète, chorégraphe et compositrice l'amène à connaître la notoriété. Elle passe à la télévision péruvienne et elle est interviewée lors de ses tournées internationales. Mais sa plus grande manifestation internationale est probablement la performance de son groupe aux Jeux olympiques d'été de 1968 à Mexico. Le spectacle de tels rythmes retrouvés lui vaut un poste de la part du gouvernement révolutionnaire de l'armée péruvienne. Victoria Santa Cruz est nommée directrice de la nouvelle Escuela Nacional de Folklore en 1969 et directrice du Conjunto Nacional de Folklore en 1973.
Elle continue des tournées avec son groupe à travers de grands pays comme les États-Unis, le Canada et l'Europe occidentale. Victoria Santa Cruz intervient aussi en écrivant dans le magazine Folklore, où elle décrit l'objectif du Conjunto, qui est de compiler, préserver, rechercher et diffuser le folklore national sous la forme de danse, d'expression musicale, de chansons et par les instruments de musique. Elle intervient également en tant que professeur à l'Université Carnegie Mellon de 1982 à 1999.

### Décès
Dans son dernier entretien, Victoria Santa Cruz répond à la question sur ce que le racisme lui a appris, en déclarant « dans peu de temps, je quitterai cette vie... et je veux partir en paix, la conscience propre, et nous verrons ce qui se passe ici. Mais tout est affaibli, disloqué dans le monde entier. Et tout le monde est en train de perdre parce qu'en réalité, ce n'est pas ainsi que vous vous battez ».
Elle meurt le 30 août 2014 à Lima.

## Œuvres et spectacles
- Malato (1961), comédie musicale et pièce de théâtre. Malato est une comédie musicale en trois actes qui présente la relation entre les esclaves et leur oppresseur, qui est directement inspirée de l'histoire péruvienne de l'esclavage. La pièce est écrite, chorégraphiée et mise en scène par Victoria Santa Cruz
- Cumanana (1970), chanson. Cumanana (Kumanana), composée en 1970, est le nom d'une de ses chansons les plus marquantes car elle évoque son passé dans le groupe avec son frère Nicomedes. Le terme cumanana, tel que décrit par Victoria Santa Cruz, signifie « mélange de choses espagnoles et noires », ce qui fait référence à sa propre identité.
- Me Gritaron Negra (1978), poème lyrique. Elle est également connue pour son poème visuel et lyrique Me gritaron negra (They Shouted Black At Me), présenté dans l'exposition Radical Women: Latin American Art, 1960-1985 et au Brooklyn Museum[7]. Cette pièce est importante en raison de son commentaire social sur la race, le racisme et les préjugés au sein de la communauté latine en ce qui concerne les Afro-Péruviens.

- La Magia del Ritmo (2004), pièce de théâtre et spectacle musical. La Magia del Ritmo est un spectacle et une chanson rythmée présentés par Victoria Santa Cruz en 2004, dans le cadre de la pièce de théâtre japonaise péruvienne. L'intention de l'artiste est de créer une expérience vivante et une connexion entre les auditeurs et les téléspectateurs en insufflant au théâtre une musique culturelle et rythmée.
- Ritmo, El Eternal Organizador (2004), essai. Le seul livre publié par Victoria Santa Cruz est édité par Luis Rodriguez Pastor. Cet essai reflète ses opinions personnelles et donne une présentation détaillée de sa vision de la vie[11].
- Pa 'Goza Con el Ritmo del Tambo (2014), chanson. Pa 'Goza Con el Ritmo del Tambo est une autre chanson rythmique et culturelle de l'artiste qui met en valeur sa fierté d'être afro-péruvien tout en montrant ce qu'elle apprécie dans le Tambo. Cette chanson est extraite de son album Somos de Ébano y No de Marfíl qu'elle publie en 2014.
- Las Lavanderas (2015), chansonLas Lavanderas est une chanson rythmique et culturelle de son album Victoria Santa Cruz y Gente Morena sorti en 2015 avec un collectif. Cette chanson .révèle certains des commentaires sociaux vis-à-vis des Afro-Péruviens que Victoria reconnaît comme des luttes pour de nombreux Afro-Latinos. Dans la chanson, le dialogue comprend un échange entre deux personnes désignant la femme afro-péruvienne du quartier, l'appelant « Negra sucia » et « Negra idiota » qui se traduit par sale et idiote.
- La Buñolera (2016), chanson.La Buñolera est un autre exemple de la fierté de l'artiste pour son identité de femme afro-péruvienne. Cette chanson est spécifiquement destinée aux « Afro Péruvanas », les femmes afro-péruviennes.

## Expositions
- Radical Women: Latin American Art, 1960–1985[12],[13].
- Primer Festival y Seminario Latinoamericano de Televisión en 1970[14].
- Festival de Cali, 1971.

## Albums
Beaucoup de pièces de l'artiste sont des chansons originales ou recomposées qui subsistent sous forme de recueils et d'albums sur CD ou de musique accessible en ligne. L'accès à ses collections musicales peut être diffusé via les principales plates-formes telles que Spotify, Apple Music et Amazon. Ses albums comprennent :
- Poemas y Pregones Afro Peruanos, sorti le 2 avril 2013, et qui comprend son célèbre poème Me Gritaron Negra.
- Con Victoria Santa Cruz y Gente Morena, sorti le 2 octobre 2015, comprenant notamment sa chanson Las Lavanderas.
- Victoria Santa Cruz: Orgullosa Afro Peruvana, sorti le 11 mai 2016, avec ses plus grands succès comme Cumanana, La Buñolera et Pa 'Goza Con el Ritmo del Tambo.

## Récompenses et honneurs
- Elle reçoit une bourse du gouvernement français, ce qui lui permet de se rendre à Paris pour étudier la chorégraphie. Elle y réussit en tant que créatrice et designer de la garde-robe de la pièce El Retablo de Don Cristóbal de Federico García Lorca.
- Meilleur folkloriste, 1970[14].
- Nommée directrice de l'Ensemble folklorique national de l'Institut national de la culture en 1973.